# Benamingen van Aruba
De oorsprong en betekenis van de benamingen van Aruba zijn onzeker, omdat er weinig bekend is over de Caquetío-taal die werd gesproken door de Caquetío-bevolking die het eiland bewoonde vóór de Europese kolonisatie. Desalniettemin wordt de naam "Aruba" beschouwd als een hispaniseerde Indiaanse naam van Arowakken oorsprong.
In de Historia Natural y General de las Indias, vol. XX(en), geschreven in 1526 door Fernandez de Oviedo(en), komt naar ons weten voor de eerste keer de naam van het eiland voor. Oviedo schrijft daar:  

Ten westen van het eiland Aves ligt het eiland Boynare; nog verder naar het westen bevindt zich een ander eiland genaamd Corozante; nog verder naar het westen is het eiland genaamd Aruba gelegen. Deze namen worden op sommige kaarten door vele nieuwe kosmografen anders gespeld.

Dit lijkt in feite zeer vaak het geval te zijn geweest. Het veelvuldige gebruik zorgde ervoor dat de naam Aruba in de loop der tijd de overhand kreeg.
Toen de Spanjaarden voor het eerst op het eiland arriveerden, noemden ze het Orua, Oruba en Ouruba. Later werden namen zoals Curava, Uruba, Arouba, en Aruba gebruikt.

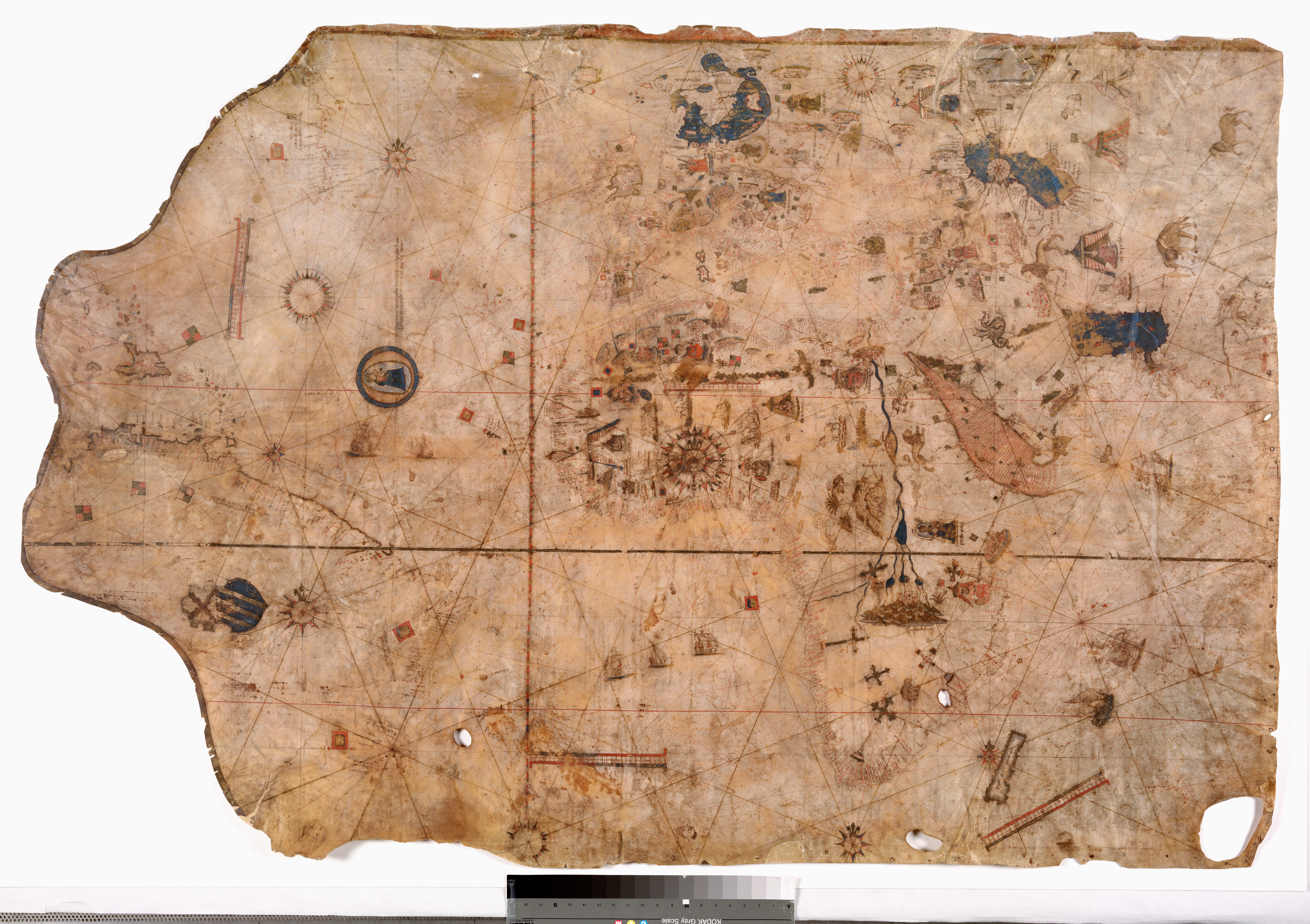
"Portolaankaart van de bekende wereld" (1516) weergeeft de oostelijke kusten van Amerika naar India

De Portolaankaart van de bekende wereld (Napels, 1516) van de Genuese cartograaf Vesconte Maggiolo(en) is de oudste kaart waarop de naam "Aruba" vermeld staat. 
Het is belangrijk op te merken dat de volgende theorieën en verklaringen zijn gebaseerd op beperkte historische informatie, en de ware betekenis en oorsprong van de naam "Aruba" nog steeds onzeker kunnen zijn.

## Etymologie

### Aruveira
Op dinsdag 5 november 1493 zond Christoffel Columbus twee boten naar de kust van een eiland dat hij Santa María de Guadalupe noemde, tegenwoordig bekend als Guadeloupe. Het doel was om enkele inheemse mensen gevangen te nemen die informatie konden verstrekken over het omliggende land, waaronder de richting en afstand naar Hispaniola. Volgens verklaringen van een inheemse vrouw werd onthuld dat er ten zuiden veel eilanden waren, zowel bewoond als onbewoond. Deze eilanden werden genoemd als Jaramachi, Cairoato, Huino, Buriari, Aruveira, Sixbei. Bovendien werd vermeld dat het vasteland erg groot was in omvang.

### Ouruba,Curava
Tijdens de vroege koloniale periode werden Aruba, Bonaire, en Curaçao beschouwd als een enkele entiteit en de volgorde waarin ze werden genoemd varieerden. Aruba en Bonaire werden aangeduid als islas adyacentes, ofwel "aangrenzende eilanden", van Curaçao. De eerste vermelding van deze eilanden vond plaats in de inhoud van een Koninklijke Besluit op 24 november 1525: "Real Cedula a los Oidores de Santo Domingo para que amparan a Juan de Ampiés en la posecion de las islas de Curacao, Curaba y Buynare, que le habian" ("Koninklijke Besluit aan de Auditeurs van Santo Domingo om Juan de Ampiés te beschermen in het bezit van de eilanden Curacao, Curaba en Buyanre, die aan hem waren toegekend"). Echter, in een document van 15 november 1526 noemde Keizer Karel V Aruba als eerste "Ouruba y Curacao y Buynare que stan en comarce de la tierra firma" ("Ouruba en Curacao en Buynare, die zich bevinden in de regio van het vasteland") verdere verwijzingen in dezelfde brief tonen consequent de volgorde en spelling: "Corazao y Oruba y Buynare" ("Corazao en Oruba en Buynare").

### Orua, Oruba

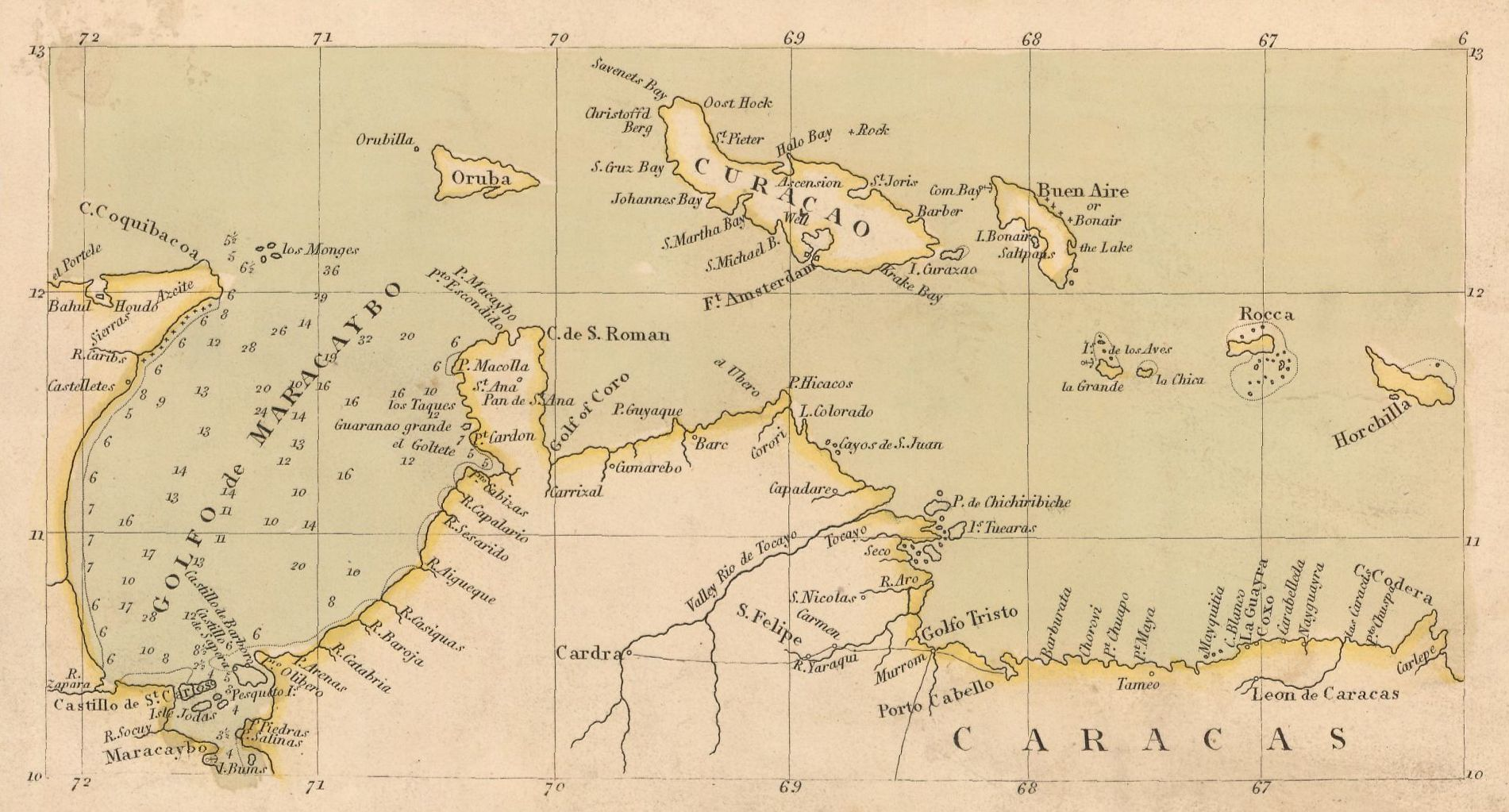
Oruba en Orubilla ("klein Oruba") noordwest van het eiland (1807)

De oorsprong van "Aruba" wordt vaak in verband gebracht met de aanwezigheid van goud op het eiland, voornamelijk vanwege de vroege Spaanse geschriften waarin het wordt aangeduid als Orua en Oruba. Sommigen hebben gesuggereerd dat de laatstgenoemde naam een samentrekking zou kunnen zijn van oro hubo, wat "er was eens goud" betekent, wat leidde tot de veronderstelling dat Aruba een land met veel goud was. Echter, deze naam zou niet juist zijn omdat er geen bewijs is dat de Spaanse kolonisten goud op het eiland hebben ontdekt. In feite kan uit een brief van Juan de Ampiés, heer van Curaçao, Aruba en Bonaire, aan Keizer Karel V in 1528 worden afgeleid dat er geen goud op Aruba was voordat het eiland werd genoemd. In de brief informeerde Ampiés de koning dat de eilanden onder zijn jurisdictie reeds in 1513 door Admiraal Diego Columbus als islas inútiles (nutteloze eilanden) waren verklaard, op basis van ontvangen informatie.

#### Baai van Orubá
Een theorie suggereert dat de Spanjaarden het eiland mogelijk Isla de Oruba noemden, wat mogelijk verband hield met de Baai van Orubá, gelegen in het Meer van Maracaibo. De Spanjaarden waren op de hoogte van deze naam en pasten deze toe op het eiland toen ze een naam hoorden met een vergelijkbare klank. Ze wisten dat dezelfde inheemse bevolking die op Oruba woonde ook de Baai van Orubá bewoonde en dezelfde gewoontes deelden. Daarnaast kan "Aruba" afgeleid zijn van het Indiaanse woord "oruba", wat "goed gelegen" betekent.

#### Oirubea

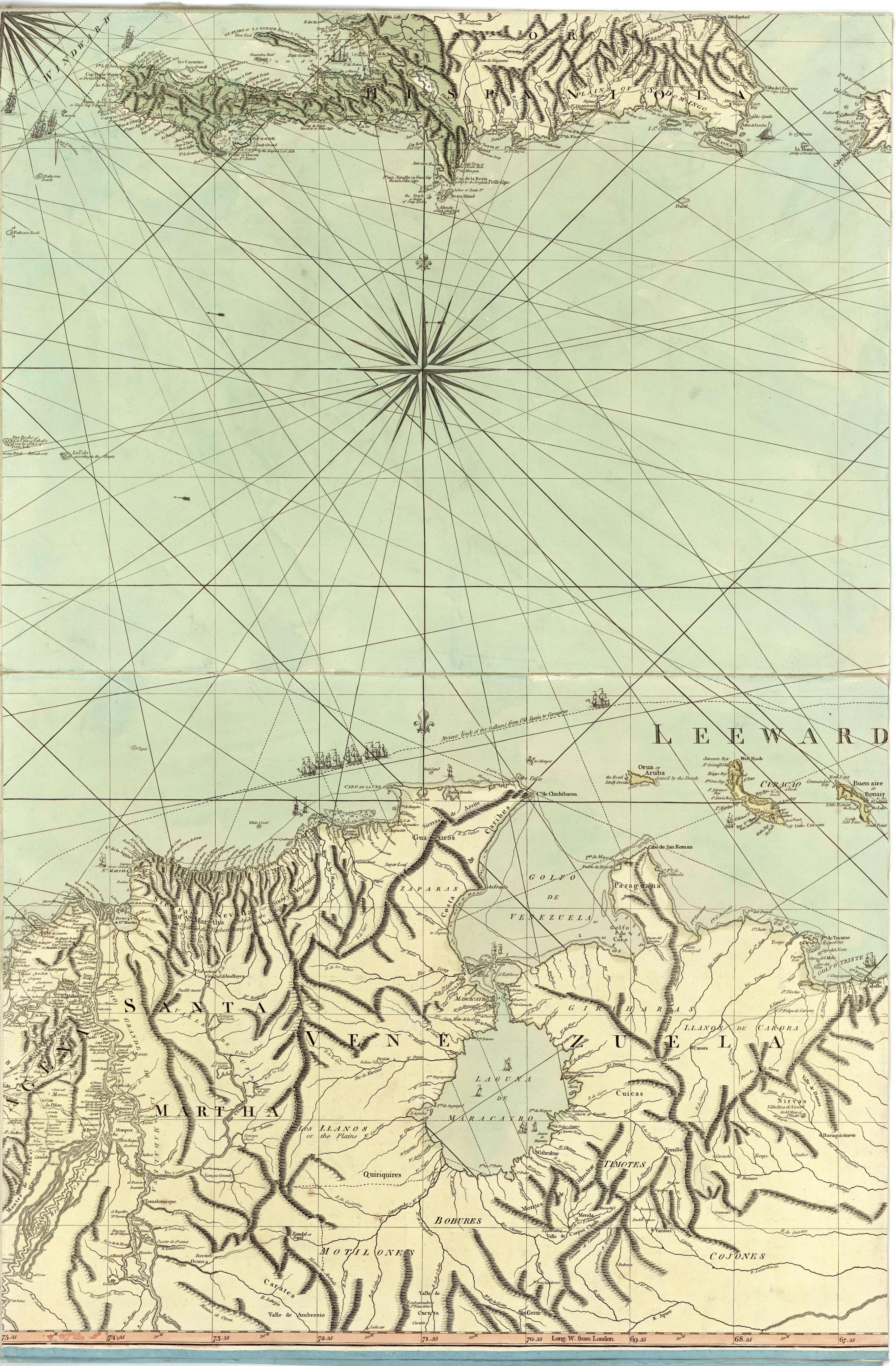
Orua of Aruba (1775)

De naam "Aruba", naast Oruba, ook gespeld als Orua, wordt verondersteld afkomstig te zijn van het Tupí-Guaraní woord oirubea, wat "compagnon" betekent. Dit suggereert dat Aruba werd gezien als de compagnon van andere nabijgelegen plaatsen, zoals Paraguaná of Curaçao. De Cariben waren zeevarende mensen en brachten waarschijnlijk veel taalkundige invloeden naar de Caribische kust van Zuid-Amerika en de Arawakse regio's in noordwest Venezuela. De Arawakse en Caribische talen zijn aanzienlijk beïnvloed door de Tupí-Guaraní-taal(en).
In het boek, Arte, y bocobulario de la lengua guarani van Vader Ruiz de Montoya wordt het woord ñoiru/yru genoemd, wat acompañado ofwel compagnon betekent. Wanneer het achtervoegsel -bae, een deelwoord dat -ing betekent, wordt toegevoegd, ontstaat het woord "oirubae", wat begeleidend betekent.

#### Ora Oubao
Oruba zou mogelijk een verband kunnen hebben met het Caribisch woord oraoubao. De Frans-Dominicaanse missionarissen Breton, Labat en Du Terte suggereren dat de woorden ora, wat "schelp" betekent, en oubao, wat "eiland" betekent, gecombineerd kunnen worden tot "schelpeneiland".
In 1665, terwijl Breton op het eiland Wáitukubulí (Dominica) verbleef, creëerde hij een Franse vertaling van een eiland-Caribisch woordenboek genaamd Dictionnaire caraïbe-français. Dit woordenboek bestaat voornamelijk uit Arawakse woorden, maar bevat ook Caribische elementen. In dit woordenboek wordt de term oüatabüi óra genoemd, wat vertaald kan worden als la coquille de Lambis ofwel "de schelp van koninginnehoren". Hoewel, oúbao, "eiland" betekent, heeft het Kaliña-woord zich uitgebreid in betekenis en omvat het ook de eilanden van de Antillen of het Caribisch gebied.

### Oroba
In een boek getiteld Beschryving van het Eiland Curaçao en de daar Onder Hoordende Eilanden, Bon-Aire, Oroba en Klein Curaçao uit 1773 wordt het eiland aangeduid als Oroba, en er wordt vermeld dat het ook bekend staat als Oruba of Aruba. Het boek geeft een beschrijving van de geografische locatie van Oroba en de betekenis ervan: 

Oroba, by anderen Oruba of Aruba, zeven of agt mylen Westwaards van Curaçao gelegen, is kleinder dan Bon-Aire, maar nader aan Spaansche Kust. Het zelve dient tot een gelyk oogmerk als het eerste, en men haalt 'er mede leeftogt van daan, zo voor de Ingezetenen als voor de Slaven; zynde ook door eenige Indianen bewoond, en de Maatschappy houd 'er insgelyks een Kommandeur, onder Kommandeur, en weinige Soldaten.

Nergens is ons voorgekomen, dat de Franschen in hunne onderneemingen tegen Curaçao, den minsten aandacht naar deeze twee Eilanden gewend hebben; dezelve ongetwyffeld der moeite niet waardig oordeelende, tot het doen eener landinge; ondertusschen daarze evenwel beiden van zeer veel noodzakelykheid voor Curaçao zyn.(Oroba, ook bekend als Oruba of Aruba, bevindt zich zeven of acht mijl ten westen van Curaçao. Het is kleiner dan Bonaire maar dichter bij de Spaanse kust. Het vervult een soortgelijke functie als het vorige eiland en voorziet zowel de inwoners als de slaven van voedsel. Het wordt ook bewoond door enkele indianen, en het bedrijf onderhoudt er ook een commandant en een paar soldaten.
We zijn geen enkel geval tegengekomen waarin de Fransen bij hun operaties tegen Curaçao ook maar de geringste aandacht hebben besteed aan deze twee eilanden. Ongetwijfeld beschouwen ze ze als niet de moeite waard voor een landing. Toch zijn beide eilanden nog steeds van groot belang voor Curaçao.)

### Uruba
In een krantenartikel uit De Curaçaosche courant van 1835 wordt vermeld dat een zestiende-eeuwse Italiaanse historicus in dienst van de Spaanse Kroon, Petrus Martyr(en) (ook bekend als Pietro Martire d'Anghiera), heeft verklaard dat de Golf van Darién(en) oorspronkelijk de Golf van Urabá werd genoemd, wat "golf van kano's" betekent. Het woord Uru in de taal van mensen van Urabá betekent "kano" en ba is een voortzetsel dat "van" betekent, dus Uruba betekent "van de kano's". Er wordt gesuggereerd dat Aruba een vergelijkbare betekenis zou hebben.

### Arubaes
In 1607 wordt in een rapport ondertekend door de cabildo (gemeenteraad) van Maracaibo melding gemaakt van de Aliles, Toas, Saparas en de Arubaes als inheemse groepen die zich tegen de Spanjaarden hebben verbonden. Dit rapport heet Información sobre la Nueva Zamora, hecha por el Capitán Juan Pacheco Maldonado en is gepubliceerd in de Relaciones Geográficas de Venezuela ("Geografische betrekking van Venezuela"). De Arubaes verwijzen naar de Caquetío bevolking van Aruba.
Jossy Mansur(en), een Arubaanse amateurhistoricus, suggereerde dat "Aruba" ook zijn oorsprong kon hebben in de etnoniem van de inheemse bevolking die op het eiland woonde, bekend als de Arubaes (Arubanas in de 18e eeuw). Het blijft echter onduidelijk of deze inheemse mensen de oorspronkelijke Caquetío-bewoners van het eiland waren toen de Spanjaarden voor het eerst op Aruba arriveerden. Tegen 1526, toen het eiland aanvankelijk bij zijn oorspronkelijk naam "Aruba", werd genoemd, waren de Caquetío-mensen al gedeporteerd, en degenen die later terugkeerden waren niet noodzakelijkerwijs de oorspronkelijke bewoners. De latere bewoners van Aruba kwamen bekend te staan als Arubaes en Arubanas. Daarom is het onzeker of Aruba vernoemd is naar de bewoners of dat de bewoners vernoemd zijn naar Aruba.